# Fosforsyre
Fosforsyre er (eller phosphorsyre) en middelstærk, trivalent syre med formlen H3PO4. Fosforsyre bruges bl.a. som tilsætning til madvarer og har i den forbindelse E-nummeret E338.

## Anvendelser
- Fjernelse af rust.
- Fjernelse af kalkaflejringer fra automatiske vandingssystemer.
- Ingrediens i læskedrik, fx cola.
- Bruges også til at danne salte til gødning da planter ellers ikke vil optage fosfor.

Fosforsyre, orthofosforsyre, H3PO4 eller (HO)3PO, farveløst krystallinsk stof, smeltepunkt 42,3 °C. 
Fosforsyre er en middelstærk trivalent syre, der ætser mindre end svovlsyre, og som først ved højere temperaturer virker oxiderende. 
Den anvendes især til fremstilling af kunstgødninger og i mindre omfang til passivering af jern, idet den kan danne et beskyttende lag af jern- fosfat på jernoverflader.

## Kemiske reaktioner
Ved en normal syre-base reaktion afgiver fosforsyre en H+ ion og bliver til H2PO4-, som er en amfolyt. Fosforsyre er desuden en triprotsyre. Dette vil sige at den kan afgive 3 hydroner. Afgivelsen af hydroner sker trinvist, i takt med forøgning af pH.

## Fosfat i biokemien
Forforsyre indgår som fosfat i mange vigtige biokemiske molekyler, nukleinsyrerne DNA og RNA, mange proteiner, cofaktorer og energistoffet ATP foruden i toxiner og andre giftstoffer. Vedhæftning af fosfat til et organisk molekyle betegnes som fosforylering.
- Wikimedia Commons har flere filer relateret til Fosforsyre

| Kemi | Spire Denne artikel om kemi er en spire som bør udbygges. Du er velkommen til at hjælpe Wikipedia ved at udvide den. |